# Astragalus czorochensis
Astragalus czorochensis är en ärtväxtart som beskrevs av Anna Lukianovna Kharadze. Astragalus czorochensis ingår i släktet vedlar, och familjen ärtväxter. Inga underarter finns listade i Catalogue of Life.